# NGC 3844
NGC 3844 (другие обозначения — UGC 6705, MCG 3-30-69, ZWG 97.97, PGC 36481) — линзовидная галактика в созвездии Льва. Открыта Генрихом Луи Д'Арре в 1864 году.
Галактика относится к скоплению Льва (A1367). В рентгеновском диапазоне наблюдается тусклое излучение в центре галактики, по всей видимости, вызванное слабой активностью ядра.
Этот объект входит в число перечисленных в оригинальной редакции «Нового общего каталога».